# Tata Sumo
Tata Sumo este un SUV mediu produs de producătorul indian de automobile Tata Motors din 1994.

## Istoric
Sumo a fost lansat în 1994 ca un SUV cu  zece locuri conceput în principal pentru utilizări militare și transport off-road. A avut un mare succes de vânzări, fiind produse mai mult de 100.000 de automobile Sumo până în 1997.

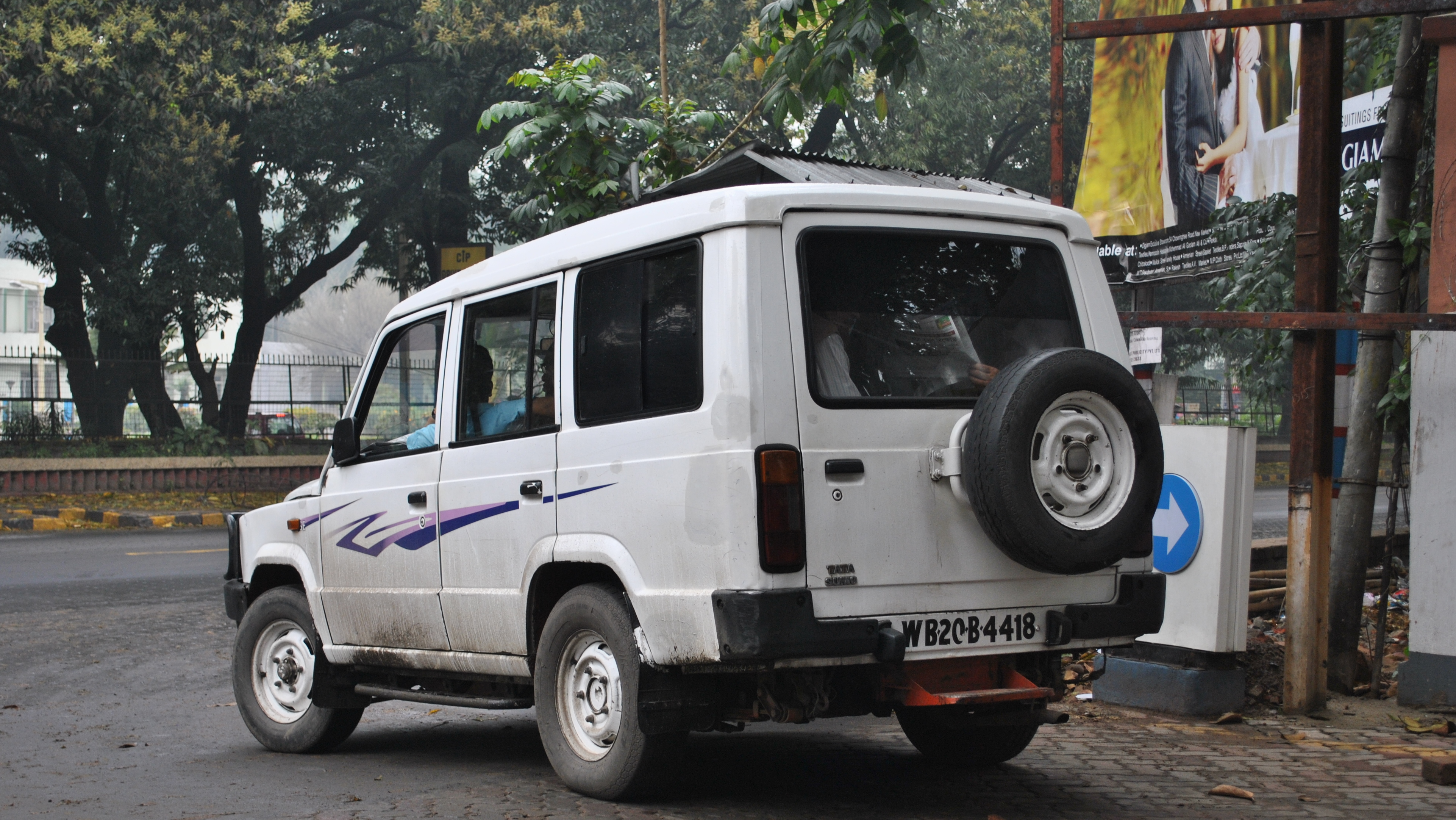
Spate de Tata Sumo

Sumo era bazat pe platforma Tata X2 de pe modelul Telcoline cu o punte spate modificată și întărită pentru a o face folosibilă off-road, cu tracțiune integrală nepermanentă (tracțiune spate pe asfalt și integrală doar în off-road) folosind un diferențial spate autoblocant controlabil electric până la 60 km/h. Ulterior s-a trecut la o soluție total automată. Suspensia față este cu arc cu foi arcuri cu foi trapezuidale, cu o bară de torsiune, în timp ce în spate s-a ales soluția unor arcuri cu foi parabolice și bară antiruliu. Frânele față sunt cu discuri ventilate, iar cele spate cu tamburi.
Pe piața din India Sumo a fost vândut doar în versiune cu tractiune spate pentru cumpărătorii individuali, versiunea cu tracțiune integrală fiind vândută pentru flote și pentru armata indiană. Pentru export erau disponibile ambele variante.
Înainte de Sumo, cele mai moderne vehicule din aceeași clasă erau cele produse de Mahindra & Mahindra, în principal derivate din modelul original Jeep Willys. După lansare, Tata Sumo a câștigat rapid o cotă importantă din piața de vehicule utilitare din India.
Numele de Sumo vine de la Sumant Moolgaokar, un fost director al Tata Motors.
Motorul era același ca la Telcoline: Peugeot XD88 2.0 (1.948 cc / 63 CP) cu patru cilindri diesel, aspirat natural, fabricat sub licență de către Tata Motors în India, cu două supape pe cilindru și injecție indirectă cu cameră de preardere. Cutia de viteze este o cutie manuală G76 cu 5 viteze.
În 1996 gama Sumo a fost completată cu versiunea mai rafinată versiune "Deluxe". 
În 1998 Tata a introdus pentru piața de export versiunea turbo a motorului diesel Peugeot XD88 de 2 litri. Noul motor respecta normele Euro 2 și avea o putere maximă de 92 CP.
În 2001 Sumo Deluxe Turbo cu motorul 2.0 TDi a fost lansat în India.

## Versiuni
- Tata Sumo Spacio (2000-2011)
- Tata Sumo Victa (2004-2011)
- Tata Sumo Aur (2011-prezent)